# Paraglomus occultum
Paraglomus occultum är en svampart som först beskrevs av C. Walker, och fick sitt nu gällande namn av J.B. Morton & D. Redecker 2001. Paraglomus occultum ingår i släktet Paraglomus och familjen Paraglomeraceae.   Inga underarter finns listade i Catalogue of Life.